# Hogan's Romance Upset
Hogan's Romance Upset é um curta-metragem de comédia mudo produzido nos Estados Unidos e lançado em 1915.